# Dhap
Dhap (nep. धाप) – gaun wikas samiti w zachodniej części Nepalu w strefie Mahakali w dystrykcie Darchula. Według nepalskiego spisu powszechnego z 2001 roku liczył on 786 gospodarstw domowych i 4888 mieszkańców (2543 kobiet i 2345 mężczyzn).